# Бухарестский трамвай
Бухарестский трамвай — трамвайная система Бухареста, Румыния. Открыта 20 ноября 1871 года.

## История

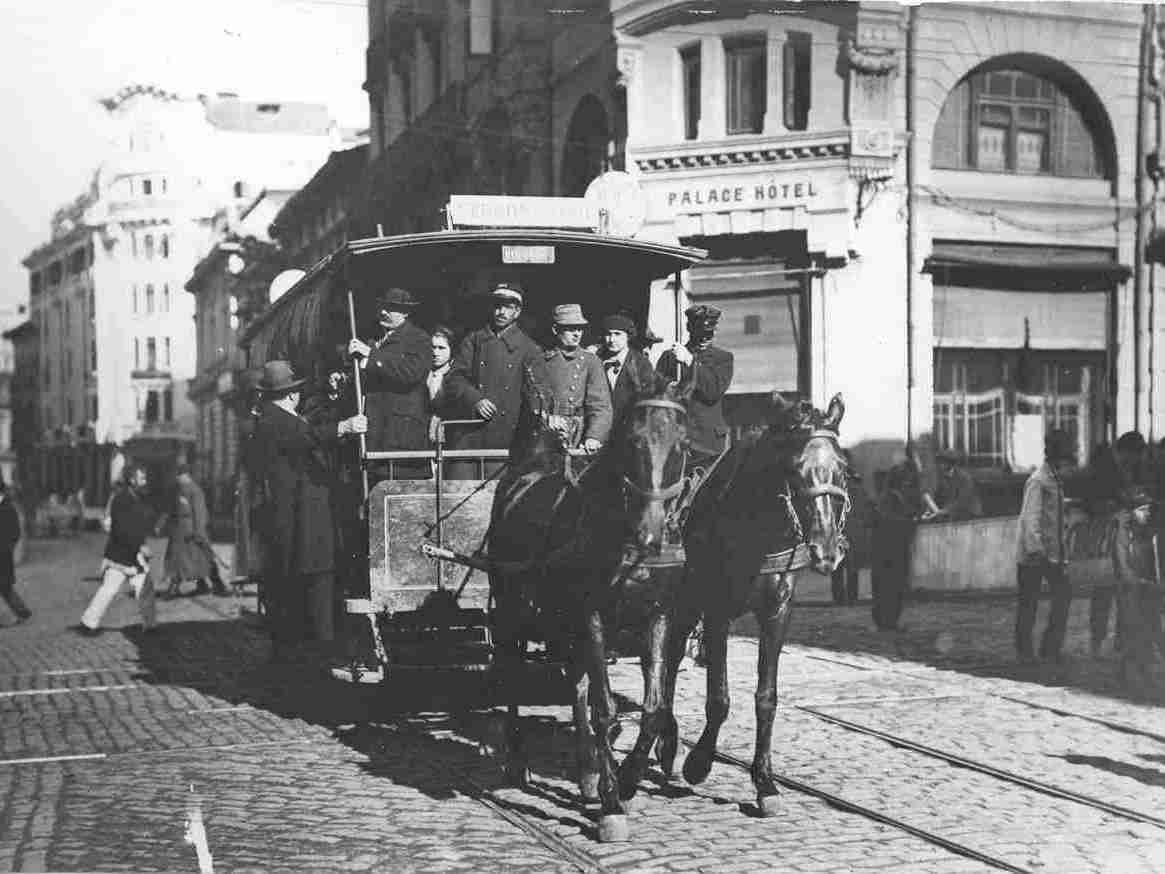
Конка в 1871

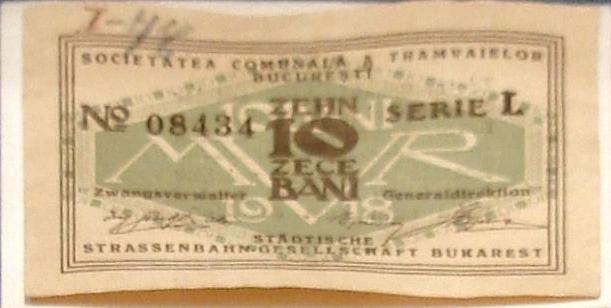
Билет 1913—1916 годов

Система была введена в эксплуатацию в 1871 году в виде конного трамвая. Линии Каля Мошилор — площадь Св. Георгия и площадь Св. Георгия — Каля Гривицей была впервые запущена 28 декабря 1872 года. 9 декабря 1894 появились первые электрические трамваи, соединяющие Обор и Котрочень.
14 апреля 1908 года было одобрено создание «Бухарестской трамвайной компании» (сокращенно STB) — новой концессии сроком на 40 лет, направленной на электрификацию всей трамвайной сети.
Сеть быстро развивалась в 1900—1935 годах. В 1929 исчезли конки.
В конце 1990-х трамвайные маршруты были реконструированы. В 2002 году была введена в эксплуатацию модернизированная линия № 41. В 2004 году началась модернизация двух депо: Александрия и Милитари. В рамках плана развития городского транспорта, утверждённого в 2008 году, к 2027 году планируется построить несколько новых трамвайных линий.

## Маршруты
В сентябре 2019 года в Бухаресте действовало 24 трамвайных маршрута: 1, 3, 7, 8, 10, 11, 14, 16, 19, 21, 23, 24, 25, 27, 32, 35, 36, 40, 41, 43, 44, 45, 46, 47, 55. Количество линий часто меняется.

## Скоростной трамвай

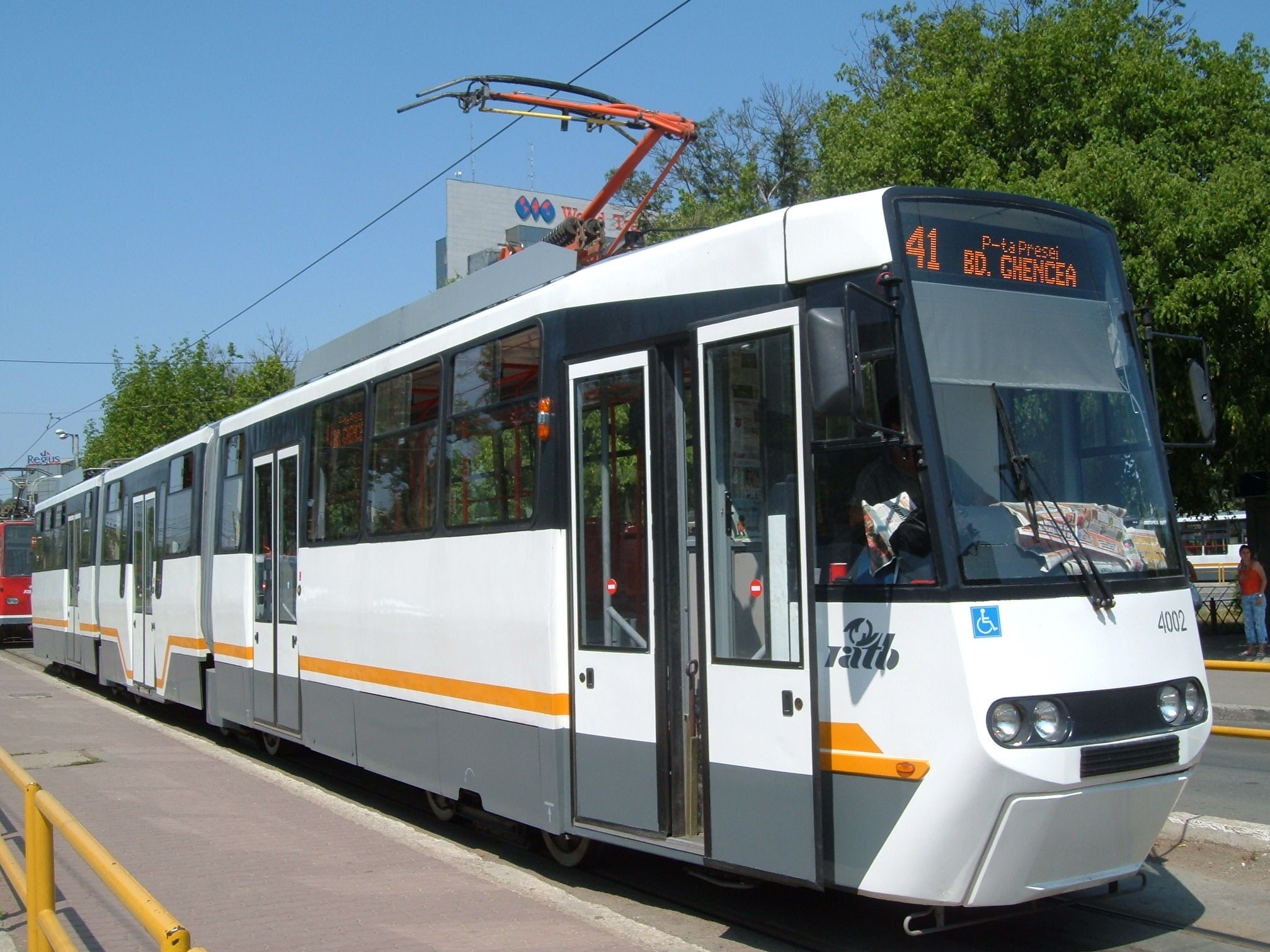
Вагон V3A-93-CH-PPC, работающий на линии 41

Система легкорельсового транспорта, запущенная в 1984 году. Используется более современный подвижной состав, чем на обычных линиях.

## Подвижной состав
Tatra T4R
Вагоны Tatra T4R производились на чехословацком заводе ЧКД с 1973 по 1975 год. В 2017 году после пожара часть трамваев была уничтожена. В марте 2019 года было объявлено о снятии с эксплуатации последних 20 вагонов, находящихся в работе.
V3A
Первый румынский двухшарнирный трамвай V3A был построен заводом Atelierele Centrale (URAC) в 1973 году на базе поставленного на заказ вагона LHB. Они строились до 1990 года.
Bucur V2A/S-T
Эксплуатируются 8 вагонов Bucur V2A/S-T.
Bucur Low Floor
Трамвай Bucur Low Floor, произведённый на URAC в 2007 году, является первым низкопольным трамваем в Румынии (65 %).
V2A-2S, V3A-2S, V3A-2S-93
В 1980-х годах 8 односторонних трамваев V3A были переоборудованы в двусторонние трамваи V3A-2S. С 1982 года до 1987 использовались почти исключительно на линии 41.

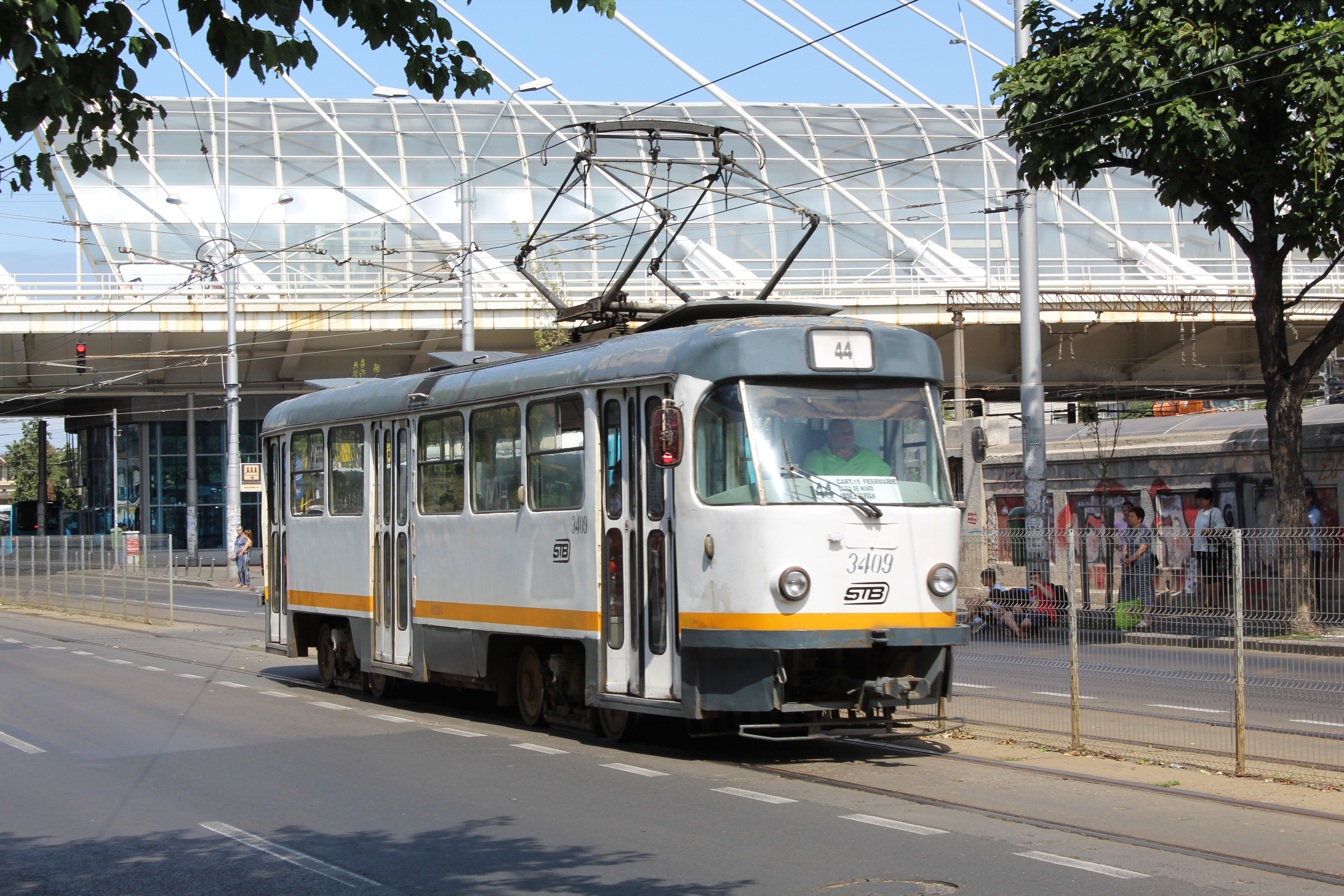
Tatra T4R под номером 3409 на 44 линии
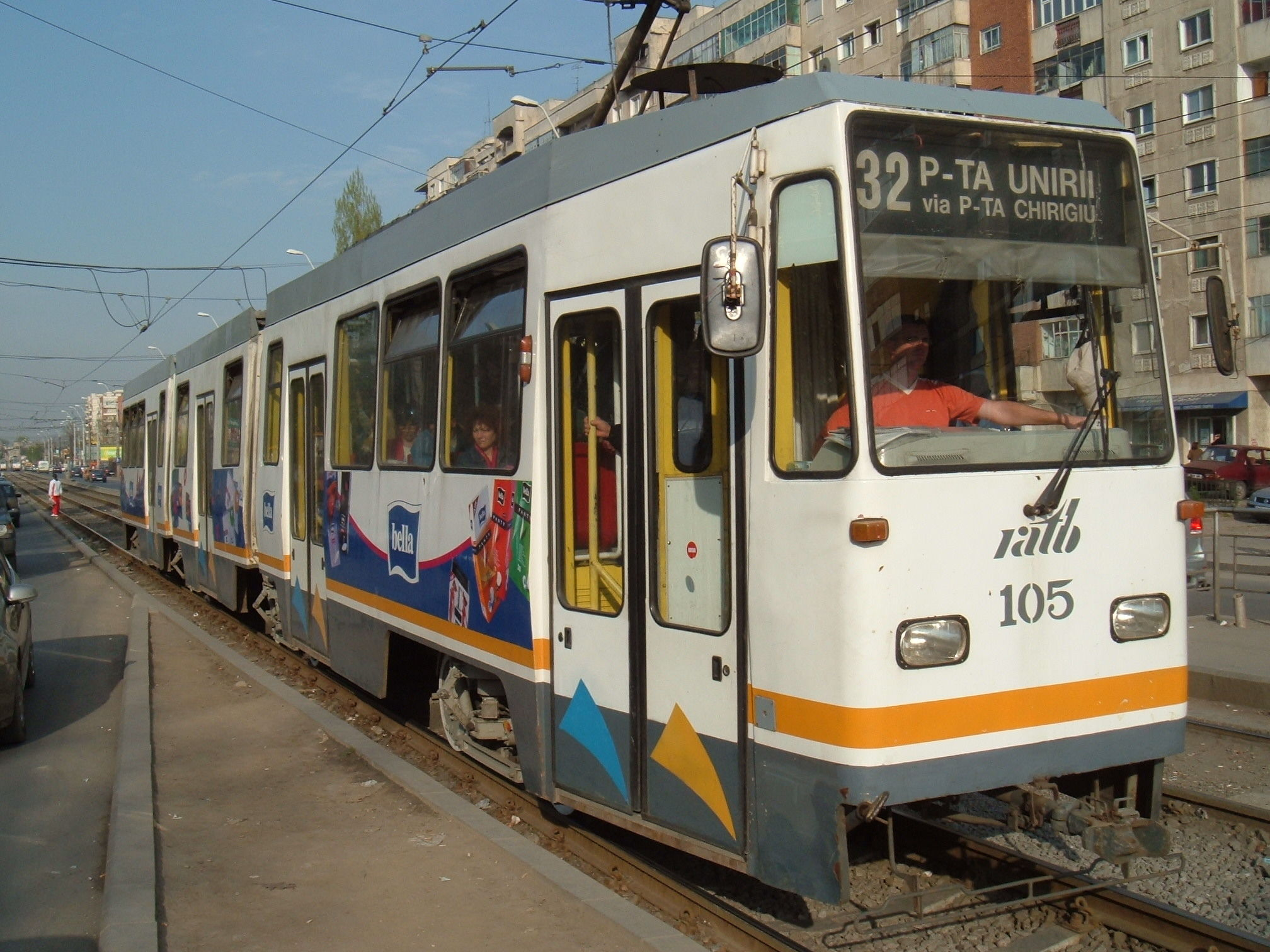
V3A-93M-FAUR на линии 32
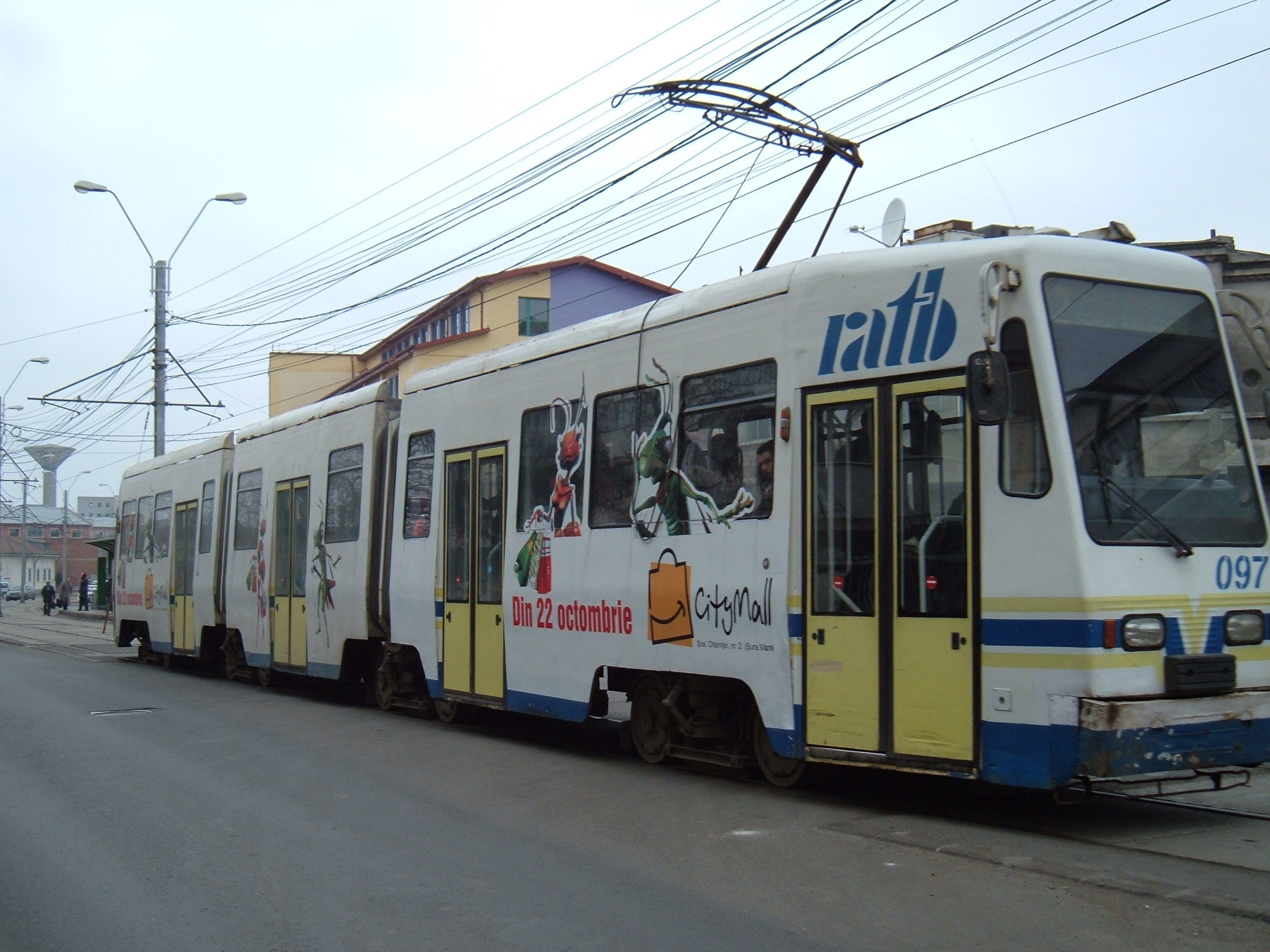
V3A-93M-EP на линии 12
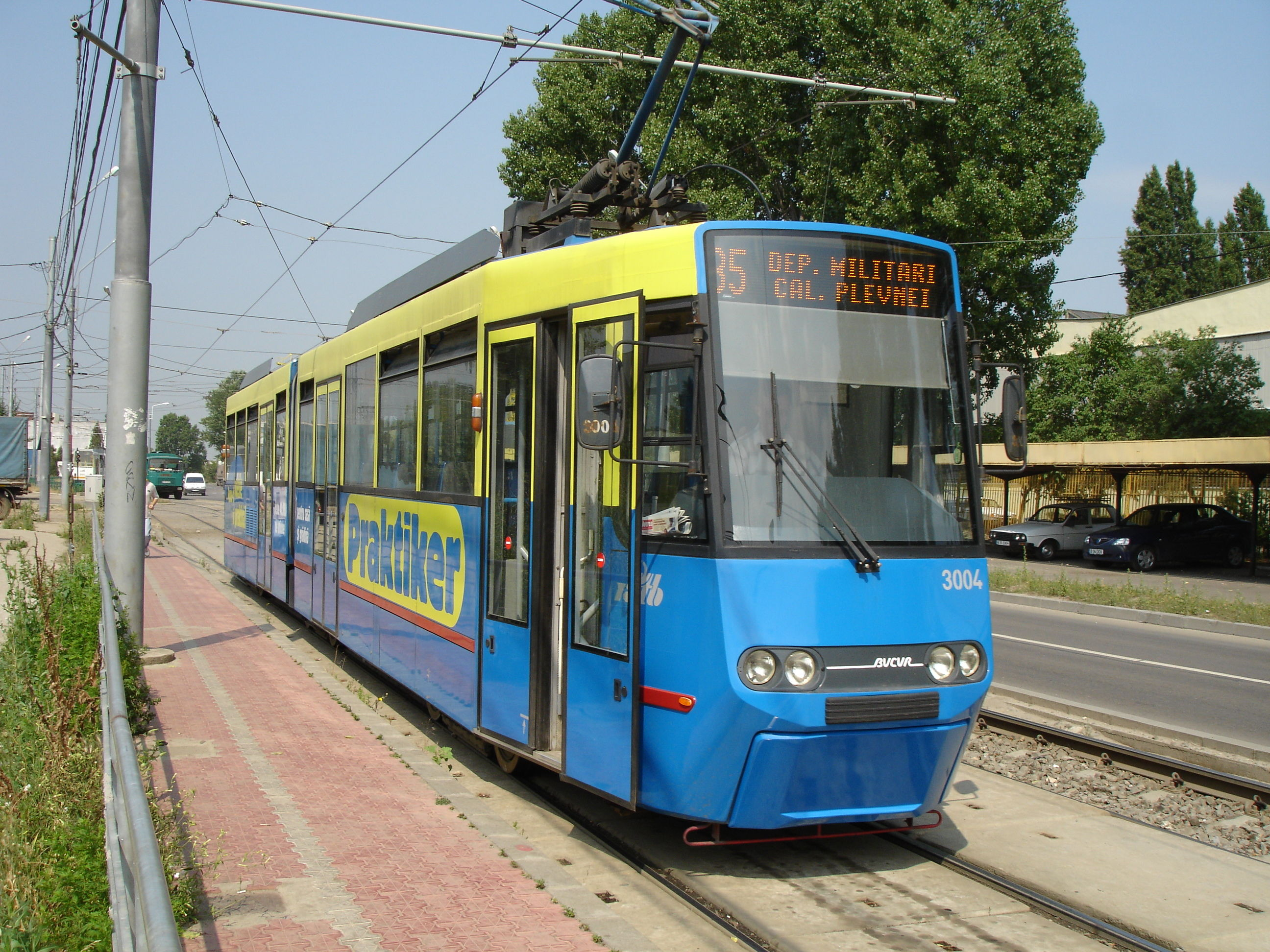
Bucur V2A/S-T
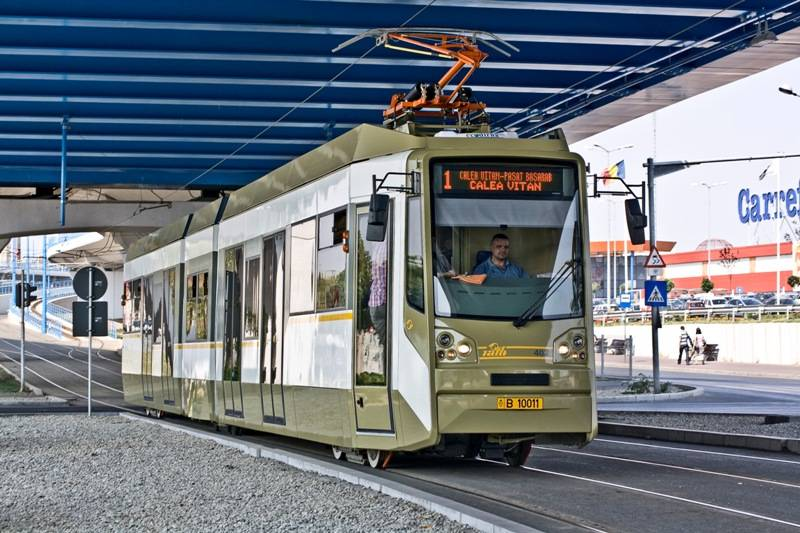
Bucur Low Floor
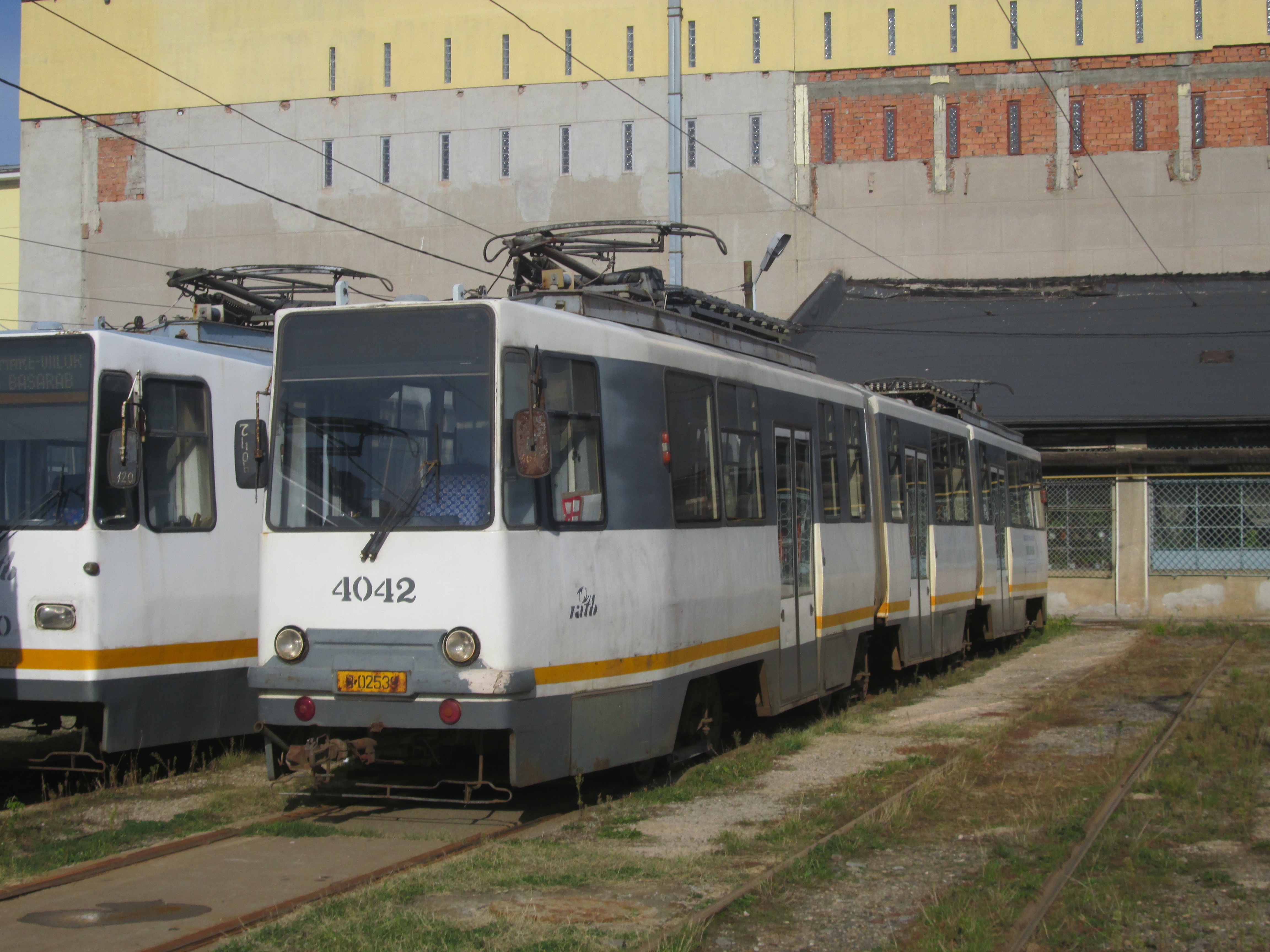
Трамвай V3A-2S в депо Виктория